# Enrique Alfaro Ramírez
Enrique Alfaro Ramírez (Guadalajara, 20 de junio de 1973) es un político, empresario e ingeniero civil mexicano. Fue gobernador de Jalisco de 2018 a 2024, presidente municipal de Guadalajara de 2015 a 2017 y presidente municipal de Tlajomulco de Zúñiga de 2010 a 2011.

## Primeros años
Enrique Alfaro Ramírez nació el 20 de junio de 1973 en Guadalajara, Jalisco. Es hijo de Enrique Alfaro Anguiano, exrector de la Universidad de Guadalajara, y de Bertha Ramírez Fruchier. Egresado de la Preparatoria No. 5 de la Universidad de Guadalajara, posteriormente en 1995 se graduó de la licenciatura en ingeniería civil en el Instituto Tecnológico y de Estudios Superiores de Occidente y en 1999 de la maestría en desarrollo urbano en El Colegio de México.

## Primeros cargos públicos
Alfaro estuvo afiliado al Partido Revolucionario Institucional (PRI) desde 1999. En 2003 fue postulado por ese partido como presidente municipal de Tlajomulco de Zúñiga, siendo derrotado por el candidato del Partido Acción Nacional (PAN). Alfaro fue uno de los regidores del municipio de 2003 a 2006.
En 2005 abandonó el PRI y se afilió al Partido de la Revolución Democrática (PRD). Fue diputado local por la vía plurinominal del Congreso del Estado de Jalisco en la LVIII legislatura, desde 1 de febrero de 2007. Dentro del congreso fue presidente de la Comisión de Asuntos Metropolitanos.

## Presidente municipal de Tlajomulco de Zúñiga
En las elecciones estatales de 2009 fue postulado por el PRD y el Partido del Trabajo (PT) como presidente municipal de Tlajomulco de Zúñiga, uno de los municipios de la Zona Metropolitana de Guadalajara. Fue elegido con más de 27 mil votos, equivalentes al 38% de los sufragios emitidos. En 2011 realizó un ejercicio de ratificación de mandato en que se le preguntó a la ciudadanía si aprobaban el mandato del presidente municipal. Alfaro obtuvo el apoyo del 96% de los 18 mil ciudadanos que se presentaron al ejercicio, equivalentes al 11% del padrón electoral municipal.
Entre las acciones que impulsó como presidente municipal estuvieron la entrega de uniformes y útiles escolares gratuitos, becas para guarderías y la construcción de accesos carreteros a su municipio.

### Controversia del vuelo a La Habana
En marzo de 2011, Alfaro viajó a La Habana, Cuba, en un vuelo privado en compañía del presidente del Instituto Electoral de Jalisco, Tomás Figueroa Padilla, y del consejero del mismo organismo, Víctor Hugo Bernal Hernández, con la intención de invitar al cantautor Silvio Rodríguez a presentarse en Tlajomulco. Esta acción fue criticada por el conflicto de interés que generaba que un político invitara a un viaje al extranjero a dos funcionarios electorales, poniendo en duda su imparcialidad en el futuro. Especialmente porque Alfaro ya había hecho públicas sus intenciones de postularse como candidato a gobernador al año siguiente.
También fue cuestionada la procedencia de los recursos para la financiación del viaje, motivando a que el Congreso del Estado de Jalisco iniciase una revisión de las cuentas públicas del municipio. En su defensa, Alfaro argumentó que él ya era amigo de los dos funcionarios electorales desde hace más de 20 años, que el avión fue prestado y el resto del viaje lo pagaron con su propio dinero, añadiendo que recurrieron a una aeronave privada debido al poco tiempo que tuvieron para preparar el viaje.
Posteriormente se le cuestionó a Alfaro el hecho de que el piloto del avión, y presunto propietario del mismo, Francisco Jaime Madrid Sánchez, hubiese sido sentenciado en 2002 por delitos vinculados al narcotráfico. La bancada del PRD en el congreso del estado acusó que: «hay elementos que apuntan a considerar que quienes están ligados al crimen organizado y obsequian viajes de placer a Alfaro Ramírez estarían recibiendo protección para operar y cometer ilícitos en Tlajomulco de Zúñiga, uno de los municipios de Jalisco donde más se han incrementado los asesinatos y crímenes relacionados con la delincuencia organizada durante los últimos meses, ante la pasividad de sus autoridades municipales».
El coordinador de la bancada del PRD en el Congreso del estado, Raúl Vargas López, acusó que Alfaro «pretendió ocultar la información» de quién era el propietario del avión. También, este mismo grupo parlamentario pidió «la inmediata intervención de la PGR para investigar los presuntos vínculos de Enrique Alfaro Ramírez con el crimen organizado» y le solicitó a Alfaro que abandonase su cargo como presidente municipal para enfrentar las acusaciones. En su defensa, Alfaro afirmó: «¿Quién, cuando se sube a un avión, pregunta el nombre del piloto? ¿Quién, cuando se sube a un avión, tiene el plan de vuelo? ¿Quién, cuando se sube a un avión, conoce la historia de quienes van manejando la aeronave?».
En la opinión de la Revista Proceso estas acusaciones «se dan en medio de una encarnizada lucha por el control del PRD entre el Grupo Universidad, al que pertenece el presidente y secretario general [del PRD en Jalisco], y el Colectivo Sol Naciente, que apoya a Alfaro para la gubernatura de Jalisco».

## Elecciones estatales de 2012
El 31 de diciembre de 2011, Alfaro pidió licencia indefinida de su cargo como presidente municipal para poder postularse como candidato a gobernador del estado de Jalisco. Como presidente municipal interino quedó el síndico municipal, Alberto Uribe Camacho. El 10 de marzo anunció su salida del Partido de la Revolución Democrática (PRD). Y el 15 de marzo tomó protesta como candidato del partido Movimiento Ciudadano, sin haber sido militante de esa organización.
En las elecciones estatales celebradas el 1 de julio, Alfaro quedó en segundo lugar con 34% de los votos a su favor, equivalentes a un millón cien mil votos. Y solo a cuatro puntos por debajo del ganador, Aristóteles Sandoval del Partido Revolucionario Institucional (PRI).

## Presidente municipal de Guadalajara
En las elecciones estatales de 2015 fue postulado por el partido Movimiento Ciudadano como candidato a la presidencia municipal de Guadalajara, capital del estado de Jalisco. Alfaro ganó las elecciones con 50% de los votos emitidos a su favor, equivalentes a 337 mil sufragios. Inició su mandato como presidente municipal el 1 de octubre de 2015.
En agosto de 2017 realizó un ejercicio de ratificación de mandato, similar al que hizo cuando fue presidente municipal de Tlajomulco de Zúñiga, preguntándole a la ciudadanía si aprobaban su mandato como presidente municipal. Alfaro obtuvo el apoyo del 86% de las 76 mil personas que participaron en el ejercicio.

## Elecciones estatales de 2018
El 17 de diciembre de 2017, Enrique Alfaro pidió licencia de su cargo como presidente municipal de Guadalajara para ser candidato a la gubernatura del estado de Jalisco por el partido Movimiento Ciudadano (MC). Como presidente municipal interino quedó el secretario general del ayuntamiento, Enrique Ibarra Pedroza. El 9 de diciembre firmó su registro como precandidato, para posteriormente iniciar su precampaña en Tlajomulco de Zúñiga el 2 de enero de 2018. El 23 de febrero del 2018 firmó su registro como candidato a la gubernatura e inició su campaña el 2 de abril en la Plaza de la República de Guadalajara. En las elecciones, celebradas el 1 de julio de 2018, Alfaro ganó con el 39% de los votos emitidos a su favor, equivalentes a un millón trescientos mil sufragios.

## Gobernador de Jalisco
Enrique Alfaro rindió protesta como gobernador de Jalisco el 6 de diciembre de 2018.
En su gestión como Gobernador, implementa #MiMovilidad. En Mi Transporte se integrarán las distintas modalidades de autobuses: los convencionales junto con SITRAN y SITREN, los cuales son operados por Siteur. También se creó el programa Recrea, que es un programa de dimensión estatal que consta de un apoyo de paquetes escolares dirigido a estudiantes jaliscienses que cursan preescolar, primaria y secundaria en las escuelas públicas del estado.

### Manifestaciones por el aumento de la tarifa del transporte público
En julio de 2019, como parte de la implementación del programa «Mi Movilidad», el gobierno estatal anunció la homologación de la tarifa del transporte público, aumentando su precio a $9.50 pesos por pasaje, incluyendo a Mi Macro, al Tren Eléctrico Urbano y a SITREN, que hasta ese momento costaba $7.00 pesos. En consecuencia, miles de personas se manifestaron en contra de la administración de Alfaro, recriminándole que «en campaña prometió que no habría aumento en las tarifas». Alfaro se defendió declarando que «esta actualización de la tarifa fue aprobada hace un año, en los últimos meses del gobierno anterior, a cargo del priista Aristóteles Sandoval».
Las manifestaciones se extendieron durante más de diez días, en las que se realizaron marchas, se vandalizaron edificios públicos y estaciones del transporte público, así como otros actos de desobediencia civil. El 26 de julio cinco manifestantes fueron arrestados luego de permitir a las personas entrar sin pagar a la estación Plaza Universidad del Tren Eléctrico Urbano. La acción fue criticada a través de redes sociales por el uso excesivo de la fuerza de los policías en contra de los manifestantes. Esto llevó a la Comisión Estatal de Derechos Humanos de Jalisco a emitir medidas cautelares para «garantizar el respeto a los derechos humanos, integridad y seguridad de las personas detenidas».

### Manifestaciones por la muerte de Giovanni López
El 4 de mayo de 2020, la policía municipal de Ixtlahuacán de los Membrillos detuvo a Giovanni López. Según su familia, el arresto fue por «no portar el cubrebocas», medida que en ese momento era obligatoria debido a las medidas tomadas por el gobierno estatal para combatir la pandemia de coronavirus. Al día siguiente de su arresto, Giovanni fue entregado muerto a su familia y con signos de tortura. Su acta de defunción declaró que había fallecido por un traumatismo craneoencefálico. Fue hasta el mes de junio que el video del momento en que Giovanni es detenido adquirió notoriedad por la brutalidad policial que en él se muestra. Las imágenes generaron una fuerte indignación debido a que recordaban al caso de George Floyd en Estados Unidos, otra persona que falleció tras ser detenida debido al uso excesivo de la fuerza por parte de la policía el 26 de mayo y que derivó en una larga serie de protestas por su asesinato.
El 4 de junio se realizó una manifestación en la ciudad de Guadalajara para exigir al gobierno estatal que aclare lo sucedido e imparta justicia. Los manifestantes quemaron dos patrullas e ingresaron violentamente al palacio de gobierno del estado, causando destrozos en su interior. En ese punto intervino la policía del estado, reprimiendo violentamente la manifestación y haciendo uso de gas lacrimógeno. Durante el enfrentamiento un manifestante prendió fuego a un policía.
Tanto en las manifestaciones del 4 de junio como en las ocurridas al día siguiente se reportó el uso excesivo de la fuerza por parte de la policía para reprimir a los manifestantes, así como detenciones ilegales por parte de policías vestidos de civil a bordo de vehículos que no tenían los distintivos ni las placas de la policía. Alfaro reconoció las detenciones ilegales pero se deslindó afirmando que él no las había ordenado, declarando a través de Twitter: «La instrucción que yo di fue actuar con sensatez, con prudencia y hoy un grupo de personas de la Fiscalía del Estado de Jalisco desacató mis instrucciones y actuó de una manera irresponsable y brutal que no va a ser perdonada».

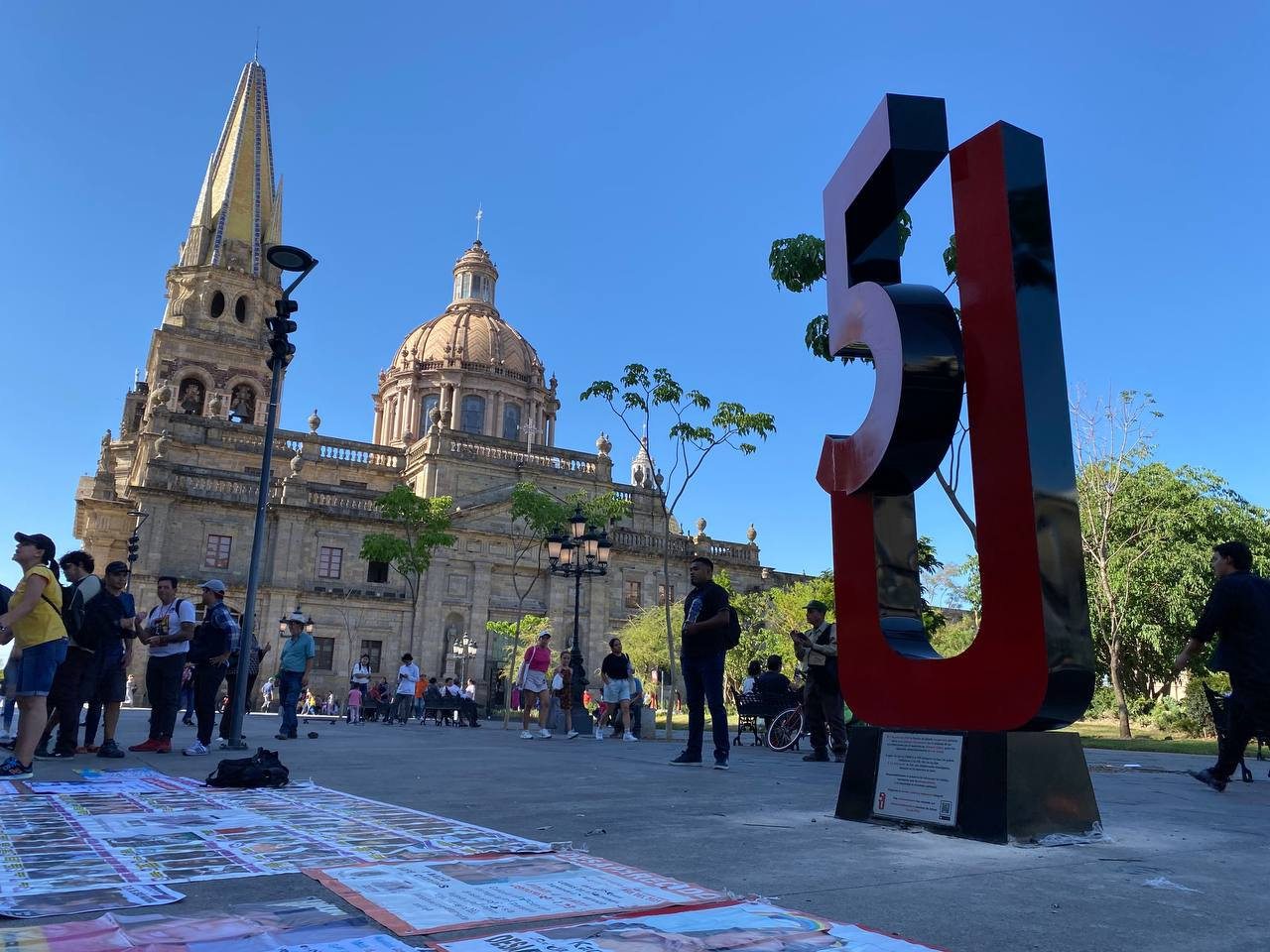
Antimonumento "5J", colocado en junio de 2023 para conmemorar los hechos del llamado "Halconazo Tapatío".

Tres años después, durante un acto organizado por colectivos de sobrevivientes a los actos del 4, 5 y 6 de junio de 2020, en lo que algunos medios dieron por llamar el "Halconazo Tapatío", se colocó un antimonumento en la Plaza de Armas de Guadalajara, en la zona conocida como Plaza Imelda Virgen, frente al Palacio de Gobierno de Jalisco, a fin de exigir justicia por las desapariciones y los actos represivos de gobierno de aquel día. No obstante, el antimonumento fue retirado ese mismo día por la noche y declaraciones posteriores de Enrique Alfaro confirmaron que fue una decisión conjunta de él y el presidente municipal de Guadalajara, Pablo Lemus.
El 6 de junio de 2023 un juez concedió una suspensión provisional y ordenó al ayuntamiento de Guadalajara la inmediata reinstalación del Antimonumento 5J, a su vez el Instituto Nacional de Antropología e Historia (INAH) emitió el Oficio 401.3S.1-2023/0602 para señalar que no existía inconveniente en que el monumento fuera colocado de vuelta, a lo cual el Ayuntamiento de Guadalajara respondió que acataría la orden emitida por el juez de reinstalar la escultura, la cual que se encontraba resguardada en espera de una resolución.